# 버질 칼라코다
Request error occurred:
버질 칼라코다(Virgil Kalakoda)는 남아프리카 공화국의 권투 선수, 킥복싱 선수다. 1979년 12월 24일 크리스마스 이브에 남아프리카 공화국에서 태어났다. 스티브 칼라코다의 아들이다.

## 입식 타격 전적
- 15전 8승 7패(2 KO)

| 경기일자        | 상대                  | 결과 | 내용           | 대회                                        |
| --------------- | --------------------- | ---- | -------------- | ------------------------------------------- |
| 2008년 10월 1일 | 니키 홀츠켄           | 패   | 1R 1분 32초 KO | K-1 월드 맥스 2008 final                    |
| 2008년 5월 31일 | 올레 로센             | 승   | 4R 연장 판정   | K-1 스칸디나비아 맥스 2008                  |
| 2008년 4월 9일  | 마사토                | 패   | 3R 22초 KO     | K-1 월드 맥스 2008 final 16                 |
| 2008년 2월 24일 | 김세기                | 승   | 4R 연장판정    | K-1 아시아 Max 2008 in seoul                |
| 2007년 10월 3일 | 코히루이마키 타카유키 | 승   | 3R 1분 56초 KO | K-1 월드 맥스 2007 final                    |
| 2007년 7월 21일 | 김세기                | 패   | 2R 1분 48초 KO | K-1 fighting network khan 2007 - 세계대항전 |
| 2007년 6월 28일 | 알버트 크라우스       | 패   | 3R 판정        | K-1 월드 맥스 2007 final 16                 |
| 2007년 4월 4일  | 마에다 히로유키       | 승   | 3R 판정        | K-1 월드 맥스 2007 세계최종결성             |
| 2006년 9월 16일 | 임치빈                | 승   | 3R 판정        | K-1 fighting network khan 2006 in seoul     |
| 2006년 9월 4일  | 마에다 히로유키       | 승   | 2R 33초 KO     | K-1 월드 맥스 2006 세계왕자대항전           |
| 2006년 6월 30일 | 앤디 사워             | 패   | 3R 2분 23초 KO | K-1 월드 맥스 2006 세계결선 결승전          |
| 2006년 4월 5일  | 부아카오 포 프라묵    | 패   | 4R 연장판정    | K-1 월드 맥스 2006 세계결선 개막전          |
| 2006년 2월 25일 | 신비태웅              | 승   | 4R 연장판정    | K-1 fighting network khan 2006              |
| 2005년 7월 20일 | 사토 요시히로         | 승   | 3R 판정        | K-1 월드 맥스 2005 final                    |
| 2005년 5월 4일  | 알버트 크라우스       | 패   | 3R 판정        | K-1 월드 맥스 2005 final 16                 |

## 정보
키 178cm에 체중 70kg 이하로 맥스급에서는 약간 표준키보다는 크다. 김세기와의 인연으로 상대전적은 1승 1패다. 주 베이스는 복싱이고, 그의 소속팀은 보리어즈 MMA 아카데미에 소속해 있다.

## 타이틀
그의 타이틀은 元IBC 79kg급 챔피언과 IBF 세계중량급 챔피언이라는 총 2개의 타이틀을 땄다.